# Korunka (Čermná nad Orlicí)
Korunka (německy Kron) je malá vesnice, část obce Čermná nad Orlicí v okrese Rychnov nad Kněžnou. Nachází se asi 1 km na jih od Čermné nad Orlicí. V roce 2009 zde bylo evidováno 17 adres. V roce 2001 zde trvale žilo 29 obyvatel.
Korunka leží v katastrálním území Malá Čermná nad Orlicí o výměře 1,98 km2.

## Galerie

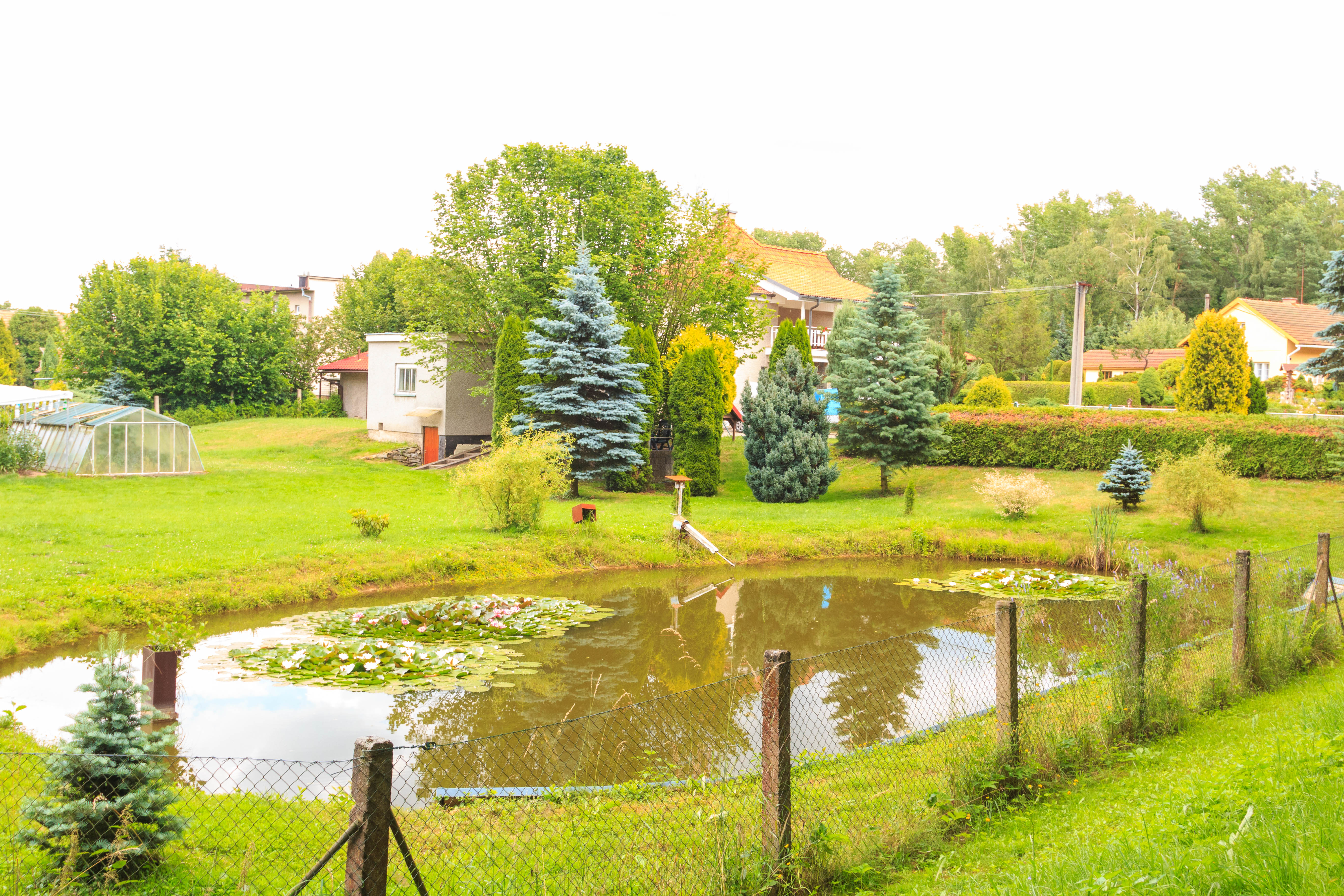
Korunka u Čermné nad Orlicí rybníček
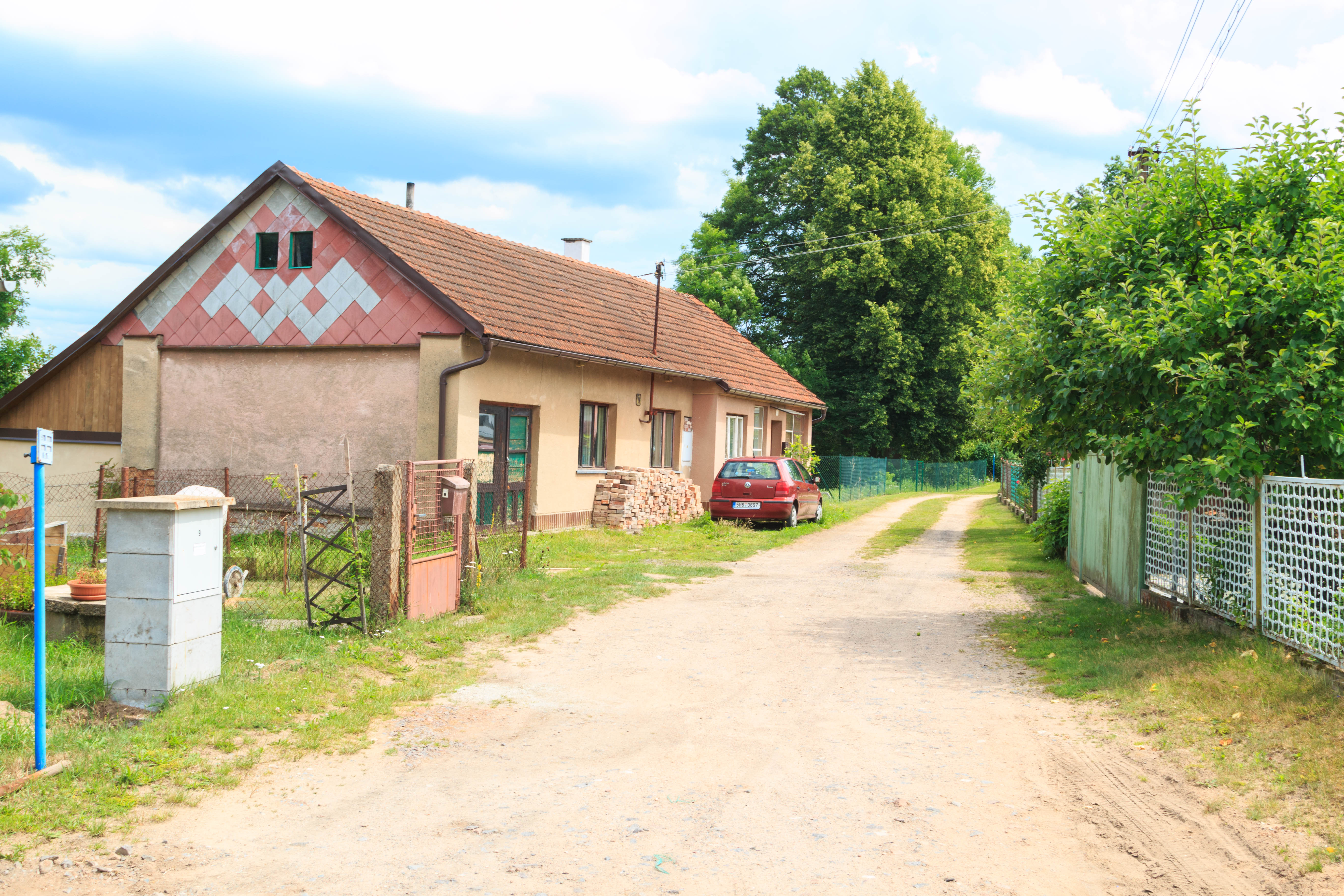
Korunka u Čermné nad Orlicí čp. 6